# Dodge Ramcharger
Dodge Ramcharger — полноразмерный внедорожник, выпускаемый компанией Dodge с 1974 по 2001 год. Вытеснен с конвейера моделью Dodge Durango.
Автомобиль произведён на базе агрегатов Dodge D Series и Dodge Ram Pickup. С 1974 по 1981 год компания Plymouth производила внедорожники Plymouth Trail Duster того же типоразмера. Конкурентами являются Chevrolet K5 и Ford Bronco.
До 1993 года автомобиль производился в Северной Америке, а до 1996 года — в Мексике. С 1999 по 2001 год автомобиль производился компанией DaimlerChrysler. Всего выпущено около 30000 экземпляров.

## Первое поколение (1974—1980)
Изначально автомобиль назывался Dodge Rhino. Он производился на платформе Chrysler AD со складной крышей. В 1975 году автомобиль занял первое место на ралли Sno*Drift.

### Галерея

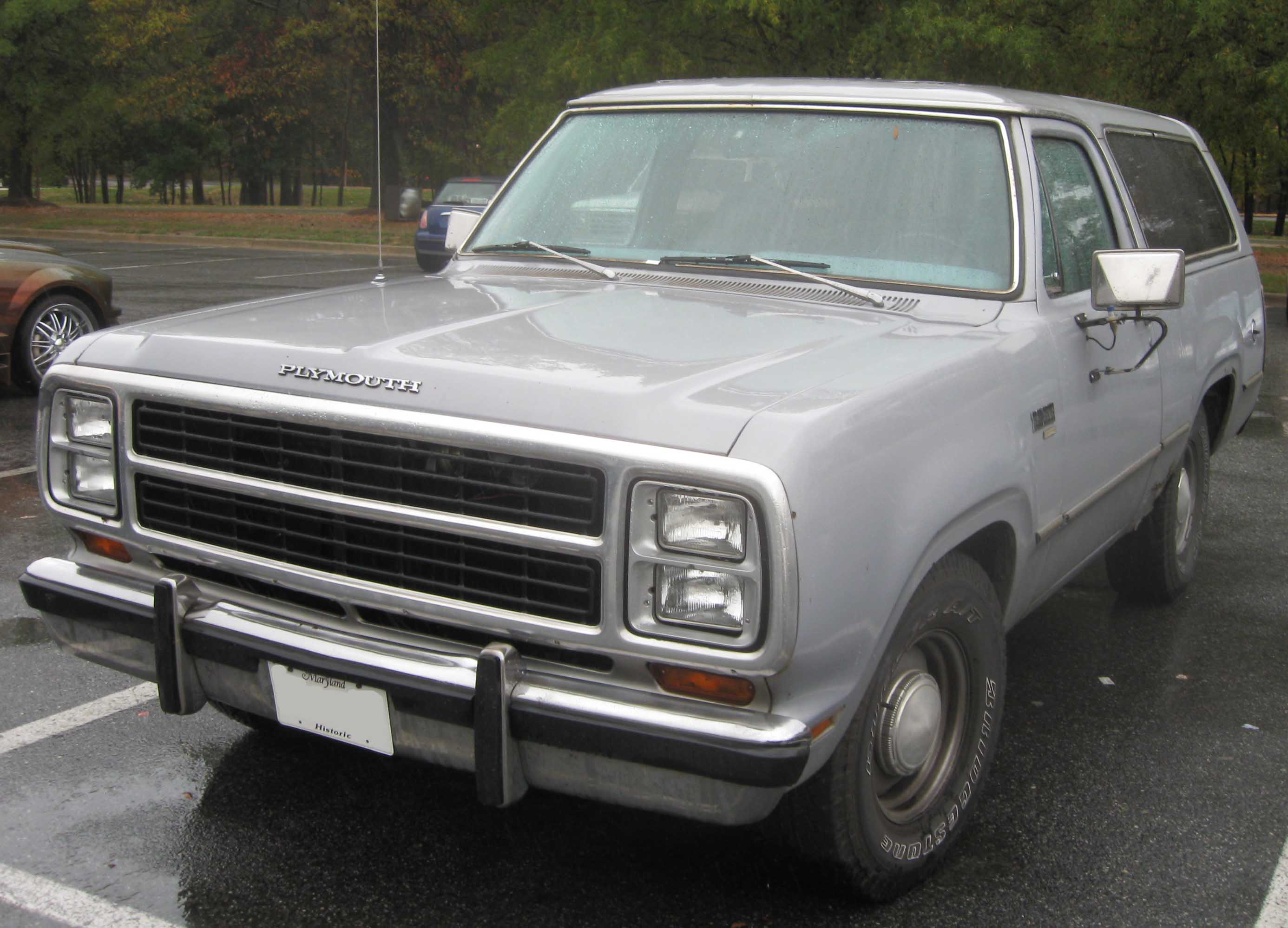
Plymouth Trail Duster
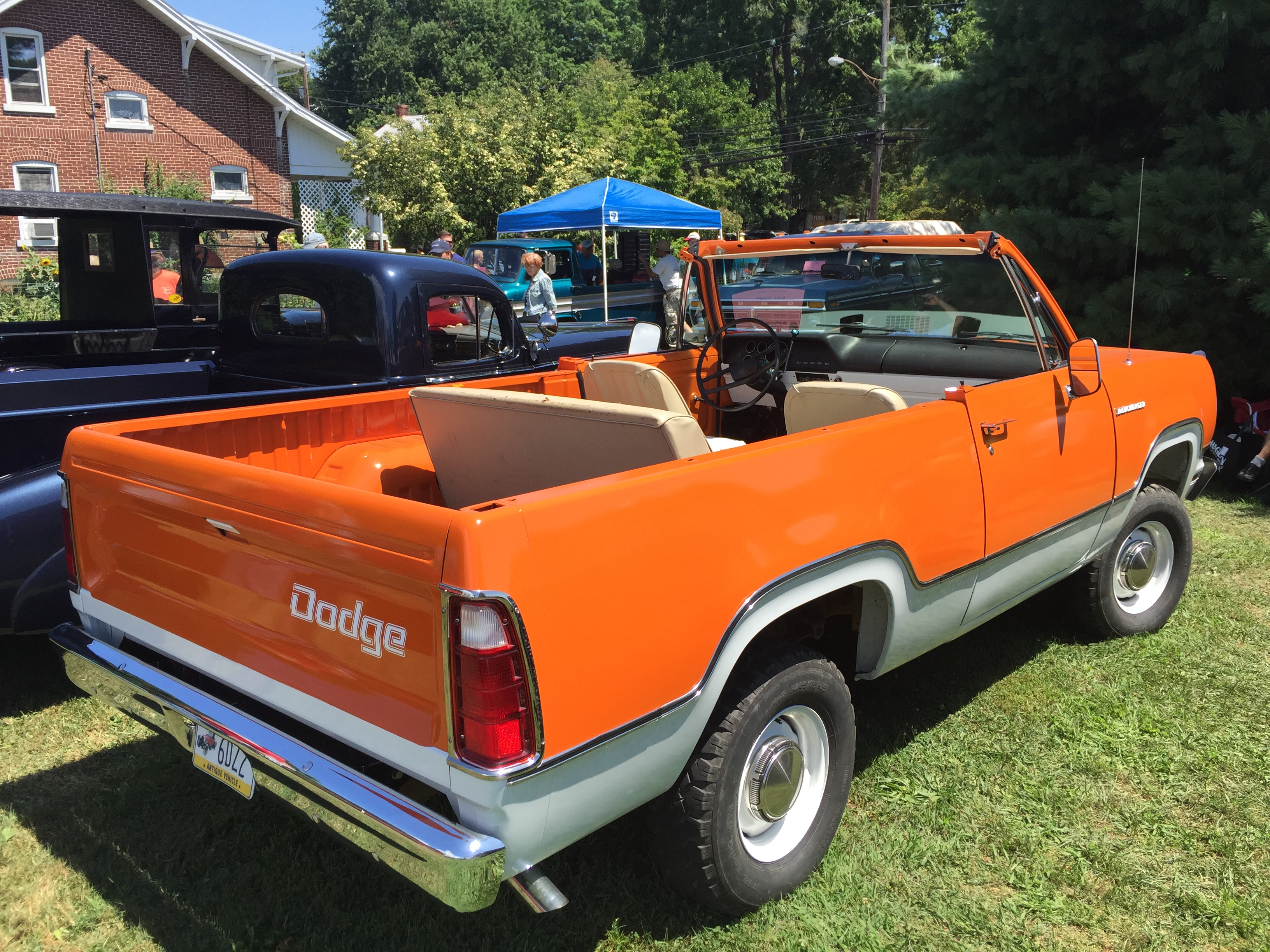
Dodge Ramcharger

## Второе поколение (1981—1993)
Автомобиль Dodge Ramcharger второго поколения (как и Dodge D Series третьего поколения) входил в семейство Dodge Ram Pickup. В отличие от предшественника, раздаточная трансмиссия NP-203 была заменена трансмиссией NP-208. В 1991 году автомобиль прошёл фейслифтинг путём замены радиаторной решётки. Трансмиссия Chrysler Loadflite TF-727 была заменена трансмиссией A-500 / A-518.

### Галерея

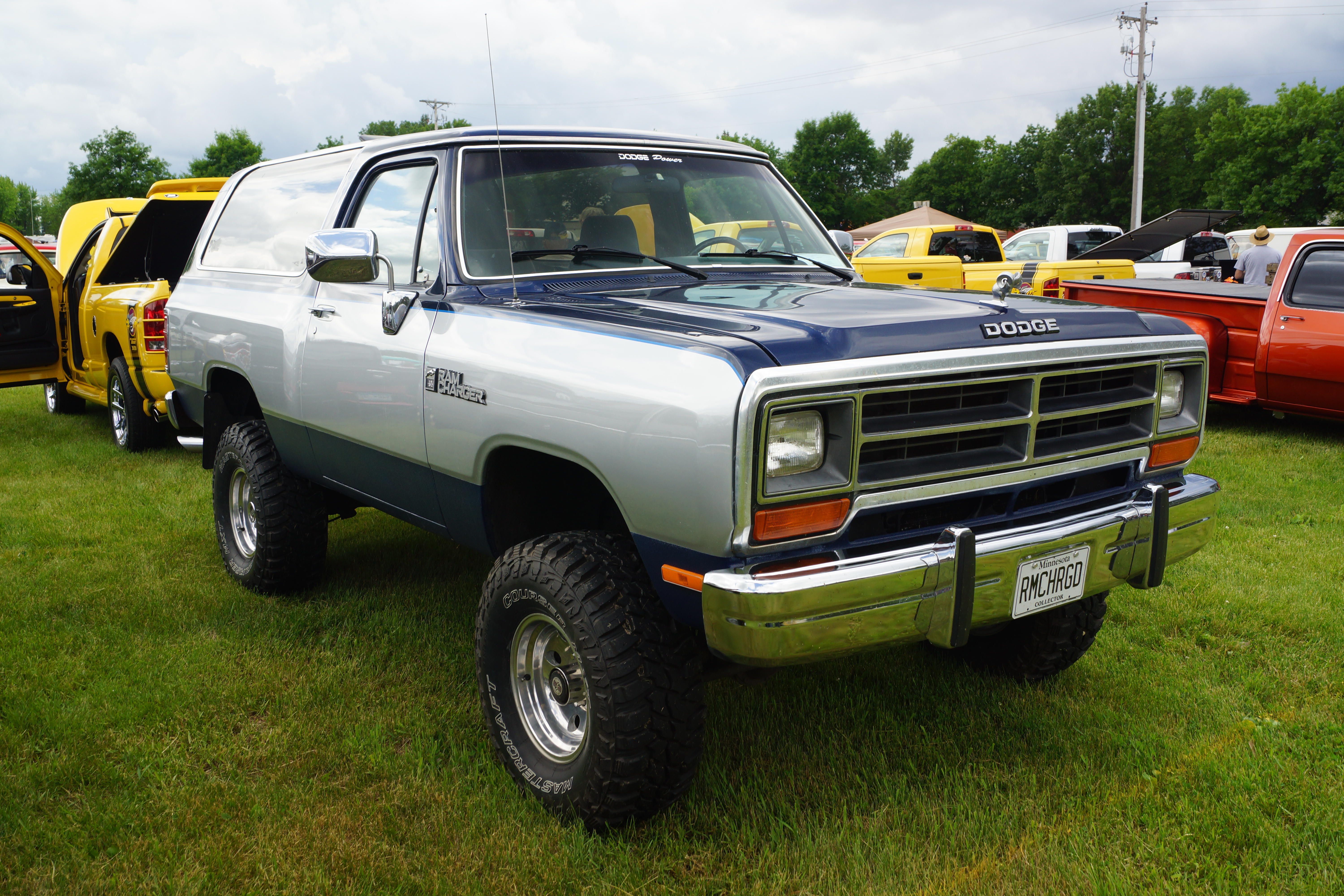
Dodge Ramcharger
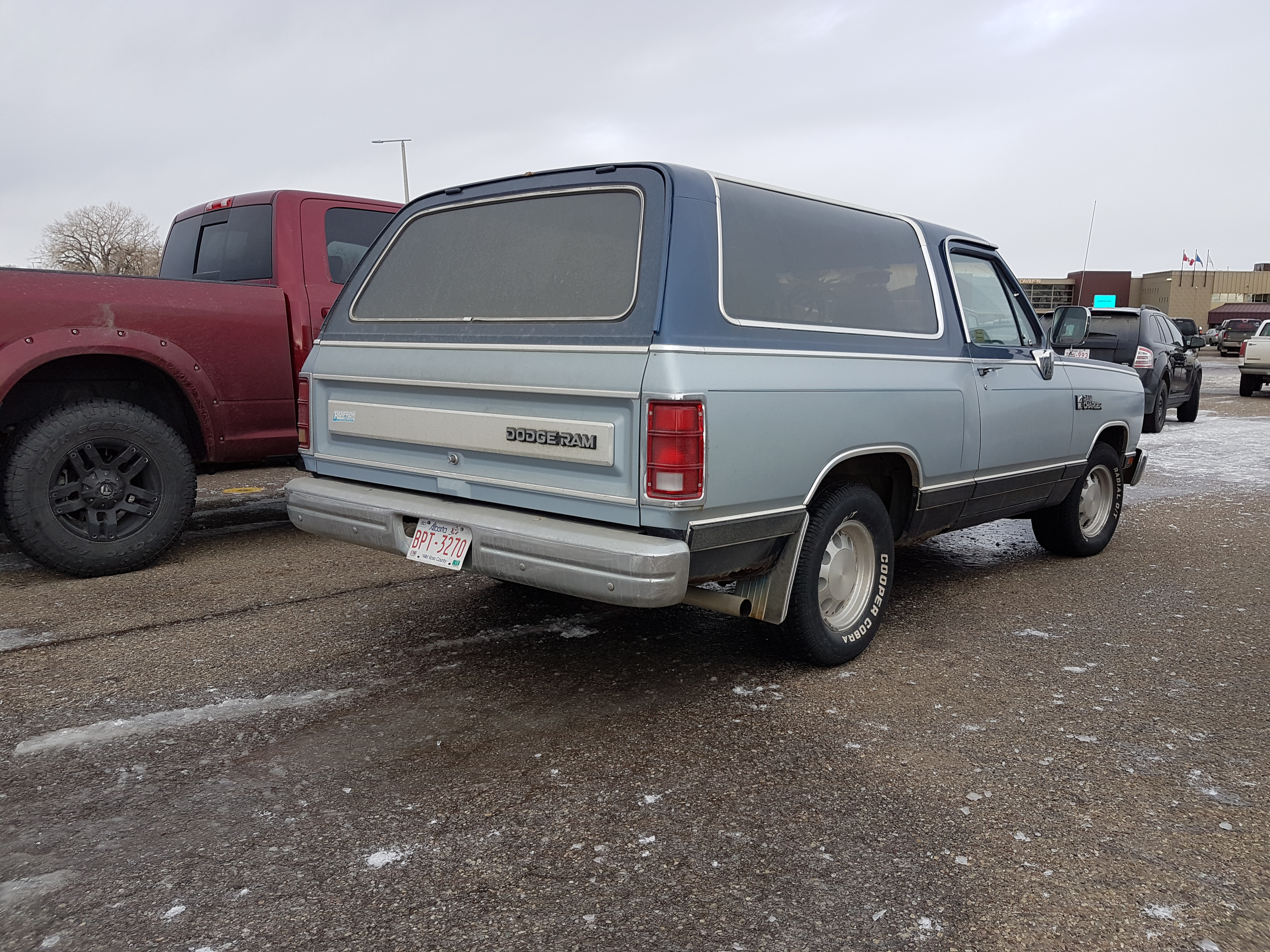
Вид сзади

## Третье поколение (1999—2001)

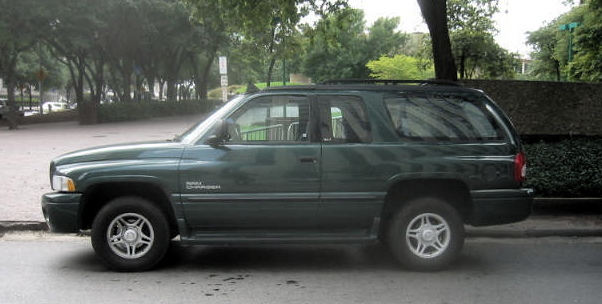
Dodge Ramcharger

Последнее поколение автомобилей Dodge Ramcharger производилось в 1999—2001 годах компанией DaimlerChrysler.